# German American Country Music Federation
Die German American Country Music Federation (GACMF) war eine Gesellschaft bürgerlichen Rechts, die sich die Förderung und Verbreitung von Country-Musik in Deutschland zum Ziel gesetzt hatte. Der Schwerpunkt der 1993 offiziell vorgestellten Organisation lag auf der Unterstützung von deutschen Künstlern, Produktionen und Aktivitäten im Bereich Country. 

## GACMF-Awards
Die GACMF richtete seit 1992 jedes Jahr die „Country Music Award Gala“ aus, in deren Rahmen die gleichnamigen Auszeichnungen an deutsche Künstler vergeben wurden.
Am 30. September 2006 wurde bei den 14. GACMF-Awards in den Messehallen Erfurt unter anderem die Band Texas Lightning mit fünf Preisen ausgezeichnet. Der Preis für die „Entertainer des Jahres“ ging an die Gruppe Truck Stop, als „Sängerin des Jahres“ wurde Linda Feller gekürt und als „Sänger des Jahres“ Tom Astor; Gunter Gabriel erhielt den „Pioneer Award“. 